# Sorgensen
Sorgensen is een plaats in de Duitse gemeente Burgdorf, deelstaat Nedersaksen, en telt 477 inwoners (2006).